# صقر الغابة
صقر الغابة (بالإنجليزية: Forest falcon)‏، تنتمي صقور الغابة إلى جنس ميكراستور، وهو جزء من العائلة الصقرية. إنها مستوطنة في الأمريكتين، وتوجد في شمال المكسيك، وجنوبًا عبر أمريكا الوسطى وأجزاء كبيرة من أمريكا الجنوبية، وجنوباً حتى شمال الأرجنتين. يقتصر معظمها على الغابات الإستوائية وشبه الاستوائية الرطبة، ولكن النوعين الأكثر انتشارًا، وهما صقر الغابات ذات الأطواق والمقصورة، يتواجدان أيضًا في موائل أكثر جفافاً وأكثر إنفتاحًا.
تتكيف صقور الغابات، مثل معظم الصقور من نوع باز (ولكن على عكس الصقور الأخرى)، من أجل رشاقة في الغطاء السميك بدلاً من السرعة الصريحة في الهواء الطلق. لديهم أجنحة قصيرة وذيول طويلة وسمع حاد للغاية. على الرغم من أن أغانيهم غير مرئية بشكل عام، إلا أنها تُسمع بشكل شائع.
نظامهم الغذائي عبارة عن مزيج من الطيور والثدييات والزواحف. غالبًا ما يتم إجراء الصيد بأسلوب باز شمالي: يأخذ الطائر جثمًا في وضع غير واضح وينتظر مرور الفريسة، ثم يضرب بمطاردة قصيرة وسريعة. صقور الغابات صيادون مبتكرون ومرنون، وبعض الأنواع على الأقل (مثل صقر الغابات طويل الأرجل نسبيًا) قادرة أيضًا على إصطياد الفرائس البرية سيرًا على الأقدام.
في عام 2002، تم وصف نوع جديد، تم العثور عليه في غابة الأطلسي وجنوب شرق الأمازون في البرازيل (وتم تأكيده لاحقًا أيضًا في الأجزاء المجاورة لبوليفيا. تم تسميته صقر الغابة الخفي، لأنه يشبه إلى حد كبير من الناحية الظاهرية "M. gilvicollis".

## الصنف
| صورة | الإسم العلمي                                      | الإسم الشائع                  | التوزيع |
| ---- | ------------------------------------------------- | ----------------------------- | --- |
|      | Micrastur ruficollis (مايكروستور روفيكوليس)       | صقر الغابات المقلم            | جنوب شرق البرازيل إلى شمال شرق الأرجنتين وغربًا إلى باراغواي. |
|      | Micrastur plumbeus (مايكروستور بلومبوس)           | صقر غابة بلمبوس               | في جنوب غرب كولومبيا وشمال غرب الإكوادور. |
|      | Micrastur gilvicollis (مايكروستور غيلفيكوليس)     | صقر غابات مسطر                | غرب وشمال حوض الأمازون. |
|      | Micrastur mintoni (مايكروستور مينشون)             | صقر غابة خفي                  | جنوب شرق غابات الأمازون المطرية في البرازيل وبوليفيا. |
|      | Micrastur mirandollei (مايكروستور ميراندولي)      | صقر الغابة المدعوم من "سلاتي" | بوليفيا والبرازيل وكولومبيا وكوستاريكا والإكوادور وغويانا الفرنسية وبنما وبيرو وسورينام وفنزويلا.                                                                                     |
|      | Micrastur semitorquatus (مايكروستور سيميتوركويتس) | صقر الغابات المطوق            | الأرجنتين، بليز، بوليفيا، البرازيل، كولومبيا، كوستاريكا، الإكوادور، السلفادور، غيانا الفرنسية، غواتيمالا، غيانا، هندوراس، المكسيك، نيكاراغوا، بنما، باراغواي، بيرو، سورينام وفنزويلا. |
|      | Micrastur buckleyi (مايكروستور بوكلي)             | صقر غابات باكلي               | بيرو والإكوادور وجنوب كولومبيا البعيدة. |